# František Horčička
František Horčička, psán také Franz Horzicžka (29. června 1776 Praha – 5. dubna 1856 Malá Strana), byl český malíř, kreslíř, restaurátor, umělecký znalec a falsifikátor první poloviny 19. století.

## Život
Narodil se v rodině zahradníka Jiřího Horčičky, žijícího u Jeleního příkopu v areálu Pražského hradu, a jeho manželky Anny. Vystudoval gymnázium na Malé Straně. Od roku 1786 navštěvoval kreslířské kurzy u Ludvíka Kohla. Přitom či potom studoval filosofii a práva na pražské Karlo-Ferdinandově univerzitě. V roce 1800 se ve čtyřiadvaceti letech stal jedním z prvních žáků Josefa Berglera na nově založené pražské Akademii. Po absolutoriu nastoupil roku 1809 jako restaurátor Colloredo-Mansfeldské obrazárny na zámek v Opočně a roku 1811 byl povýšen na jejího inspektora. V roce 1810 byl na studijní cestě v Salcburku. V roce 1813 se oženil s Johannou (1788–1877), dcerou českého vlastence a historika Františka Martina Pelcla, a usadili se v Praze na Malé Straně, v Thunovské ulici čp. 196/III. Měli dva syny, starší Jiří (* 1816) se stal lékařem, mladší Veleslav (* 1820) byl vojákem. Horčička byl společensky a spolkově činný, mj. vykonával funkci posledního předsedy Jednoty umělců výtvorných.

## Obrazy a kresby
Již v mládí se stal uznávaným portrétistou. Portrétoval filozofy Bernarda Bolzana a Ignáce Cornovu, Jana Evangelistu Purkyně, Václava Hanku, Františka Gerstnera, astronoma Adama Bittnera, lékaře Julia Vincence von Krombholze, pražského arcibiskupa Václava Leopolda Chlumčanského, hraběte Františka Deyma staršího, svého zaměstnavatele Jeronýma Colloredo-Mansfelda a několik dalších osobností. Některé podobizny se dochovaly včetně přípravných kreseb a svědčí o Horčičkově mimořádné introspektivní schopnosti zachytit třeba i nelichotivý zevnějšek a charakter portrétovaného. Tento studijní zájem ho přivedl již v roce 1816 k soudu, aby nakreslil studii tváře vraha. Pro své filozofické a badatelské zájmy byl srovnáván se švýcarským malířem a znalcem umění Henrym Fusslim. Jeho předlohy portrétů v ocelorytině či v litografii prováděli například Jiří Döbler nebo František Šír.
Jeho figurální kompozice jsou vzácné a méně zdařilé. Oltářní obraz Poslední soud, který vytvořil roku 1820 pro hřbitovní kostel Nejsvětější Trojice v Praze-Košířích, vychází ještě z tradice baroka a rokoka. Obraz sv. Jiří drakobijce na oltáři kostela ve Tmani na Berounsku (1831) již pojal symbolicky jako boj světla víry s temnotou pekla. Klasicistní scénou Sv. Václav boří modlu Svantovíta se přihlásil k české hagiografické tradici. Propagandistická malba Do zbraně (kolem 1826) se strnulými neživotnými postavami ve stylu klasicismu dopadla hůře. Rakouský arcivévoda Karel Ludvík je na ní vyobrazen u pomníku císaře Františka I. (údajně v Klementinu, podle architektury spíše u městské brány), jak verbuje české a moravské studenty do armády proti Napoleonovi. Šlo o historickou událost, arcivévoda česko-moravský studentský prapor sestavil a byl jeho úspěšným velitelem. Komorní formát obrazu (dochovaného ve vídeňském Arsenalu) nasvědčuje, že byl studií k pravděpodobně nerealizovanému velkému plátnu.
Zemřel roku 1856 a byl pohřben na Olšanských hřbitovech.

## Restaurátorské dílo
Horčička se podílel mj. na opravách obrazů ze sbírek Pražského hradu, vedl restaurátorské práce obrazů Mistra Theodorika na Karlštejně. Restauroval mnohé obrazy z rozsáhlé obrazárny rodiny Coloredo-Mansfeldů na zámku v Opočně, (kterou katalogizoval), i v jejich pražském paláci.

## Falsifikáty
Falsifikátorská práce Františka Horčičky spočívala hlavně v úpravách starších obrazů – využíval při tom své rozsáhlé znalosti restaurátorské a uměleckohistorické. Pro Horčičkovy falsifikáty je typická značná technická dovednost, většina z nich byla odhalena až ve 20. století). Zajímavé je, že vytváření fals nebylo u Horčičky motivováno peněžním ziskem (své padělky neprodával), ale spíše touhou vyrovnat se kvalitou svých prací starým mistrům.
Například obraz Madona s dítětem – nijak vynikající renesanční dílo (asi z roku 1500) z dílny Lorenza di Credi (pravděpodobně od Giovanniho di Benedetto Cianfanini) – upravil Horčička tak, že byl obraz znalci považován za dílo Raffaela, případně někoho z jeho školy (tak bylo dílo také zařazeno v inventáři). Skutečnost byla odhalena až v roce 1976 při restauraci Petra Bareše.
Takovýchto zásahů do „restaurovaných“ děl provedl Horčička velké množství, proto je pravděpodobné, že dosud nebyly všechny jeho padělky odhaleny.
Zajímavý je případ obrazu Panna Marie s Ježíškem, se sv. Alžbětou a malým Janem Křtitelem, který byl původně považován za dílo Ferrarské školy. Ukázalo se, že jde o původní Horčičkovo dílo na starém plátně, tj. obraz nevznikl přemalbou jiného obrazu, ale byl Horčičkou celý vytvořen.
Horčička také bývá podezírán z účasti na falšování slavných sporných Rukopisů královédvorského a Zelenohorského. K podezřelým okolnostem patří jeho osobní známost s Václavem Hankou, se kterým chodil na Dobrovského přednášky o staroslověnštině a v roce 1822 byl svědkem na jeho svatbě, a Horčičkovy návštěvy na zámku Zelená Hora (patřícího Colloredo-Mansfeldům), protože odtud má Rukopis zelenohorský pocházet. V roce 1928 německý parléřovský badatel Otto Kletzl dokonce naznačil možné spojení Horčičky a Hanky s nápisy nad bustami v triforiu katedrály sv. Víta; tuto domněnku v roce 1995 oživila archivářka Marie Kostílková. Nápisy ale dosud nejsou dostatečně prozkoumané a např. Petr Čornej se v roce 2005 přikláněl spíše k jejich vzniku mezi lety 1440–1468 nebo v době panování Vladislava Jagelonského.

## Galerie

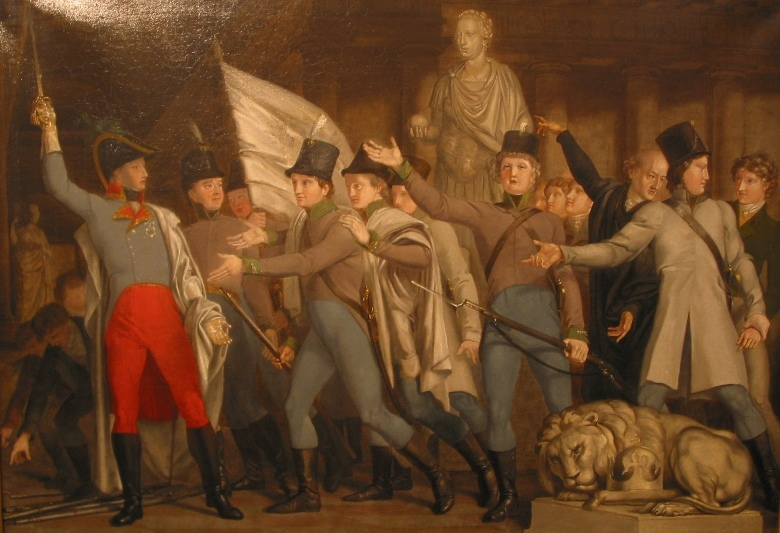
Do zbraně (kolem 1826)
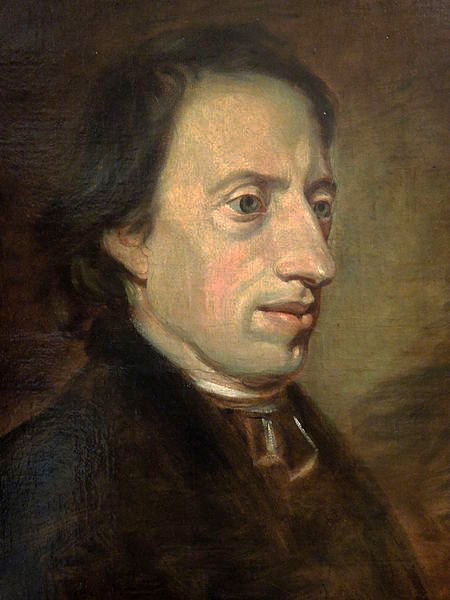
Studie k portrétu Bernarda Bolzana (10. léta 19. století)
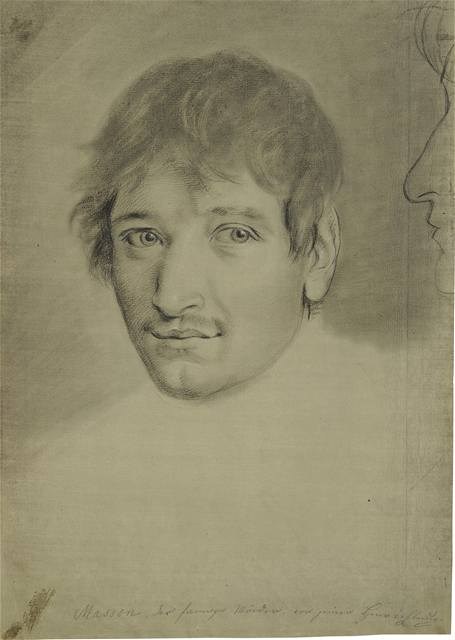
Studie podobizny vraha Massona před popravou (1816)